# سارا بارتمن
سارتجی "ساراً بارتمن (به انگلیسی: Saartjie "Sarah" Baartman) (قبل از ۱۷۹۰–۲۹ دسامبر ۱۸۱۵) معروفترین زن از حداقل دو زن خوی‌خویی است که به عنوان جاذبه‌های نمایش‌ها عجیب‌الخلقه در قرن نوزده در اروپا تحت عنوان «الهه عشق هوتنتوت» به نمایش گذاشته شدند. هوتنتوت که در آن زمان نامی رایج برای مردمان خوی‌خوی بود، در حال حاضر عنوانی نامناسب و زننده تلقی می‌شود.

## آفریقای جنوبی
سارا بارتمن در یک خانواده خویسانی در مجاورت رودخانه گامتوز آنچه اکنون دماغه شرقی آفریقای جنوبی است به دنیا آمد. او در یک هجوم یگان نیروهای بوئر یتیم می‌شود. سارتجی که در زبان اصلی سار-کی تلفظ می‌شد شکل اختصاری نامش است. در زبان‌های آفریقایی استفاده از شکل اختصاری معمولاً نشان‌دهندهٔ آشنایی و صمیمیت است تا یک مخفف سازی ادبی. نام تولدی او نامشخص است.
بارتمن برده یک کشاورز هلندی نزدیک شهر کیپ‌تاون بود. زمانی که هندریک سزار برادر صاحبش به او پیشنهاد می‌کند که به انگلستان سفر کند برای نمایش و به او قول می‌دهد که ثروتمند شود. لرد کالدان فرماندار شهر اجازه سفر را می‌دهد اما بعدها زمانی که به خوبی از قصد او (هندریک سزار) آگاه می‌شود افسوس می‌خورد. او در سال ۱۸۱۰ به مقصد لندن حرکت می‌کند.